# نور الدين عمرون
نور الدين عمرون بن عثمان (24 مايو 1959 بالمسيلة-) أكاديمي جزائري من الممارسين لفن المسرح إخراجا وكتابة وتعليما. ولد في المسيلة - الجزائر، أنهى المرحلة الدراسية الإعدادية والثانوية بحصوله على شهادة البكالوريا فرع آداب. تابع دراسته بالمعهد الوطني للفنون الدرامية ببرج الكيفان وحصل على شهادة منشط ثقافي سنة 1981. حصل على منحة للتكوين بالخارج في الاتحاد السوفيتي سابقا لمدة ست سنوات ونال شهادة الماجستير في الفن (إخراج مسرحي سينمائي) وأيضا أستاذ لغة روسية.كما حصل على منحة بالخارج سنة 2000، لتحضير شهادة الدكتوراه بالأكاديمية الوطنية للفنون المسرحية والسينمائية بصوفيا بلغاريا، ونال شهادة الدكتوراه في الفلسفة (المعرفة والفنون المسرحية).

## العمل
عمل أستاذا مساعدا ومديرا لملحقة المعهد الوطني للفنون الدرامية بباتنة من 1987 إلى سنة 1995. وفي سنة 2005 أصبح أستاذا ورئيسا للمجلس البيداغوجي للمعهد العالي لمهن فنون العرض والسمعي البصري.

## الإنتاج الفني والعلمي

### المسرح

#### التمثيل
1. جسد دورا رئيسيا في مسرحية «ما وراء الحديقة»، للمؤلف ادوارد ألبي. بأستوديو المعهد الدولي للمسرح والفنون، طشقند، الاتحاد السوفيتي سابقا سنة 1985.
2. جسد دورا في فيلم سينمائي «تحقيق من الأعماق» بأستوديو طشقند سنة 1985 .
3. جسد دورا رئيسيا في مسرحية «شقة زويا»، للمؤلف بلكاكوف بمسرح الأستوديو للمعهد العالي للمسرح والفنون، طشقند، الاتحاد السوفيتي سنة 1985.

#### الإخراج
1. اخرج مسرحية «أموك» للمؤلف ستيفن زويك بأستوديو المعهد الدولي للمسرح والفنون، طشقند الاتحاد السوفيتي سابقا سنة 1984.
2. اخرج فيلم تلفزيوني درامي «أغنية موت»، للمؤلف توفيق الحكيم وعرض عدة مرات بتلفزة طشقند الاتحاد السوفيتي سابقا سنة 1987.
3. اخرج مسرحية «الملك هو الملك»، للمؤلف سعد الله ونوس للمسرح الجهوي بباتنة، الجزائر سنة 1988 .
4. اخرج مسرحية «عطيل»، للمؤلف وليام شكسبير، بمعهد الفنون الدرامية، الجزائر سنة 1992 .
5. اخرج مسرحية «قارب في غابة» للمؤلف نيكولاي خايتوف للمسرح الجامعي بباتنة سنة 1993.
6. اخرج مسرحية «أنا فنان»، للمؤلف عمر البر ناوي دار الثقافة بسكرة، الجزائر سنة 1993.[3]
7. اخرج مسرحية «يوم من زماننا» للمؤلف سعد الله ونوس للمسرح الجهوي بباتنة سنة 2007.[4]
8. اخرج مسرحية «جسر إلى الأبد» للمؤلف غسان كنفاني في إطار الجزائر عاصمة الثقافة العربية سنة 2007.
9. اشرف على إخراج مسرحية «المثلث» للكاتب جيمس بروم لين في إطار تكوين دفعة المخرجين سنة 2008 .
10. اشرف على إخراج مسرحية «الأسير» للكاتب رياض طبيشات في إطار تكوين المخرجين سنة 2008 .
11. مسرحية “بوزنزل” لمسرح باتنة والتي مثلت الجزائر في الكاف بتونس سنة 2013.[5]

#### التأطير
1. أطر واشرف على تكوين دفعة للمنشطين الثقافيين وأخرى للممثلين سنة 1992.
2. أطر واشرف على تكوين وتخرج دفعة المخرجين لسنة 2008. وسنة 2010
3. أطر وعضو ممتحن في شهادة الماجستير 2008/2009 .2011.
4. أطر تكوينات قصيرة المدى للممثلين في كل من باتنة. تيزي وزو. عين تيموشنت. عنابة. تبسة.
5. رئيس لجنة الامتحانات للتخرج، دفعة الممثلين لدورة جوان 2007. وسنة 2008 .

#### التحكيم
1. عضو مقرر في لجنة التحكيم للمهرجان الجامعي النسوي بجامعة باتنة، سنة 2004.
2. عضو مقرر في لجنة التحكيم لمهرجان المسرح الهاوي بمستغانم سنة 2007.[6]
3. رئيس لجنة التحكيم للمهرجان المسرحي الهاوي باتنة 2007.
4. رئيس لجنة التحكيم للمهرجان الوطني للمسرح الجامعي تيزي وزو سنة 2007.
5. رئيس لجنة التحكيم المهرجان الوطني للمسرح الفكاهي المدية سنة 2007.
6. رئيس لجنة التحكيم للمهرجان الوطني للمسرح الجامعي بجيجل سنة 2008.
7. القلعة بالمسيلة رئيس لجنة التحكيم للأيام المسرحية 2009.
8. رئيس لجنة التحكيم للمهرجان الوطني للمسرح المحلي بمدينة سيدي بلعباس 2009.
9. رئيس لجنة التحكيم للمهرجان الوطني للمسرح المحترف بالجزائر العاصمة سنة 2010 .[7]
10. عضو مقرر لجنة التحكيم للمهرجان الوطني للمسرح المحلي بمدينة عنابة 2009. وسنة 2010
11. عضو لجنة التحكيم للمهرجان الوطني للمسرح باللغة الأمازيغية بباتنة سنة 2009 .
12. رئيس لجنة القراءة والتقييم «مسرح الطفل» المجلس الأعلى للغة العربية، رئاسة الجمهورية 2009.
13. رئيس قسم المسرح لجائزة رئيس الجمهورية علي معاشي سنة 2010 .2011 .
14. عضو لجنة التحكيم المهرجان الوطني للمسرح الجامعي بالمسيلة 2013.[8]
15. رئيس لجنة التحكيم الأيام الوطنية الأولى للمسرح «عز الدين مجوبي» بعزابة سكيكدة 2016.[9]

#### الجوائز
1. حصل على جائزة أحسن تأليف في ملتقى ابن رشيق لدار الثقافة المسيلة 2006 .
2. تكريم بالمسرح الجهوي لمدينة باتنة بمناسبة اختتام الأيام المغاربية المسرحية بباتنة.[10]

#### المشاركات
1. شارك في عدة مهرجانات وملتقيات ثقافية بمداخلات ومحاضرات.
2. شارك في تنشيط حصة حول المسرح بإذاعة البهجة سنة 2008 .

#### التأليف
1. اقتبس رواية «طائر فوق عش الوقواق»، للمؤلف كين كيزي لمسرحية «مستشفى المجانين» للمسرح الجهوي بباتنة، الجزائر سنة 1989.
2. كتابة عدة مقالات ثقافية في المجلات والجرائد الجزائرية والعربية والأجنبية.[11]
3. كتابة مقالات ثقافية محكمة في مجلات علمية محكمة.
4. تأليف كتاب بعنوان "المسار المسرحي الجزائري إلى سنة 2000"، طبع بالجزائر، سنة 2006.[12]
5. تأليف مسرحية "حواجز الحدود"، طبع بالجزائر، سنة 2006.

## وصلات خارجية
نور الدين عمرون  على فيسبوك.